# Numatodes antricauda
Numatodes antricauda är en insektsart som beskrevs av Ronald Gordon Fennah 1964. Numatodes antricauda ingår i släktet Numatodes och familjen sporrstritar. Inga underarter finns listade i Catalogue of Life.